# Ischasia feuilleti
Ischasia feuilleti là một loài bọ cánh cứng trong họ Cerambycidae.